# SS Alert
O SS Alert foi um navio a vapor australiano que afundou em Cape Schanck, Victoria em 28 de dezembro de 1893.